# 반콥스키 다리

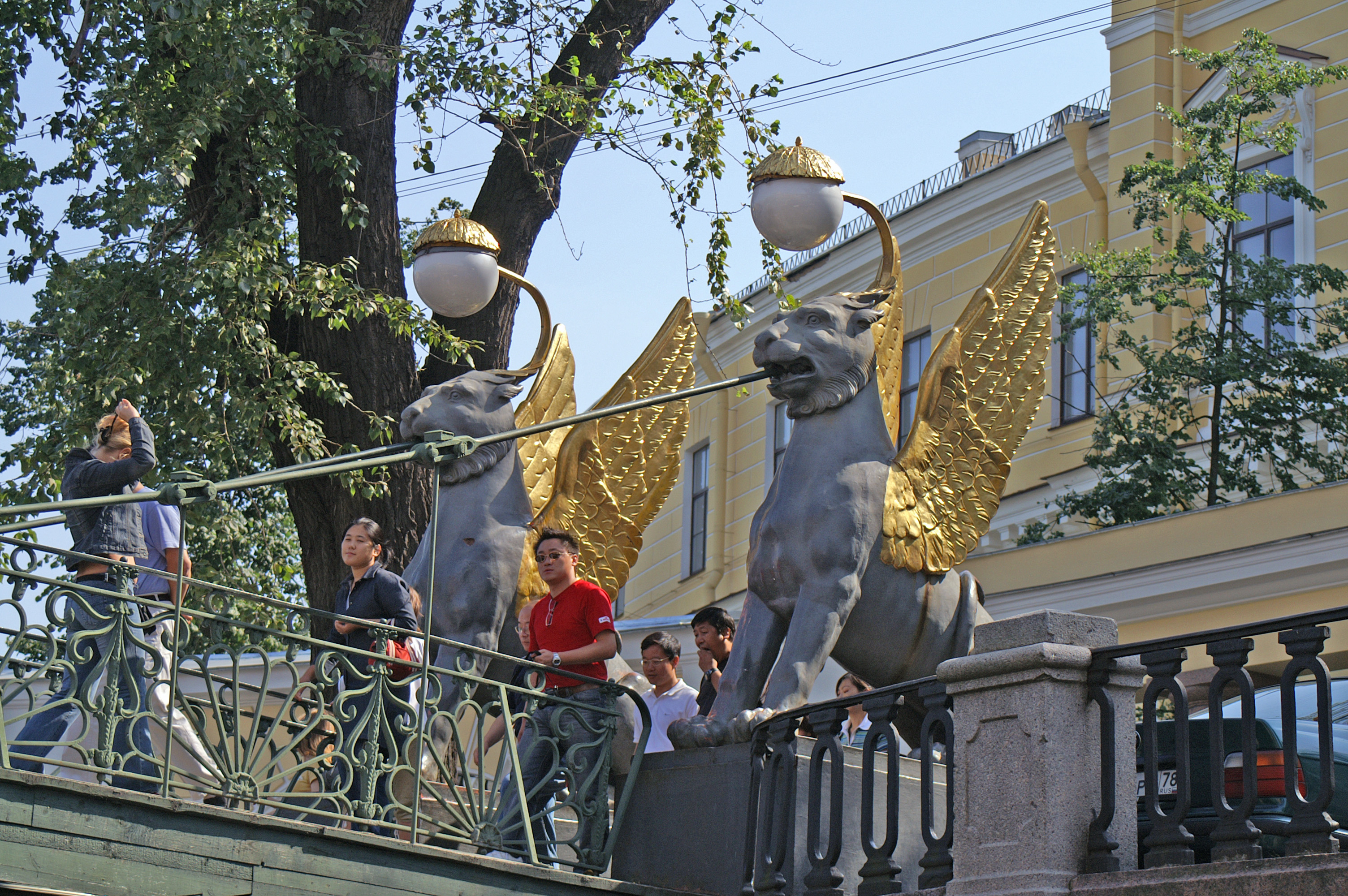
Gilded wings of griffon statues.

반콥스키 다리(러시아어: Банковский мост)는 상트페테르부르크에서 가까운 그리보예도프 운하를 교차하는 길이 25m의 다리이다. 운하를 교차하는 다른 다리와 같이, 이 다리도 1826년에 지어졌다. 이 다리는 빌헬름 폰 트라이토이어(Wilhelm von Traitteur)에 의해 지어졌다.